# Иоканга
Ио́канга (устар. Иоканьга) — река на Кольском полуострове в Мурманской области России. Длина реки — 203 км (третья по протяжённости на полуострове), площадь её бассейна — 6020 км².

## Описание
Исток расположен на севере возвышенности Кейвы на выходе из Алозера. Течение проходит через несколько озёр (Йокъявр, Кальмозеро, Йоканьгское). Впадает в Йокангскую губу Святоносского залива на Мурманском берегу Баренцева моря, в 10 км к юго-востоку от города Островной.
Берега в верхнем течении низкие, в нижнем каньонообразные. Порожиста, образует водопады. Питание в основном снеговое и дождевое. Средний расход воды 74,5 м³/с. Сплавная.
На реке планируется строительство Иокангских ГЭС общей мощностью 386 МВт и выработкой 680 млн кВт⋅ч.
Вероятно слово «Йоканьга» может происходить от двух саамских корней «йок» — «река» и «аньг» — «пологий склон возвышенности» и дословно его можно перевести как «река на склоне возвышенности».
Притоки
(от устья, в скобках указана длина в км)
- 5,1 км пр: Пулонга (35)
- оз. Иокангское: Сентей (12)
- оз. Иокангское: Иниюзи (18)
- 24 км лв: Хлебный (10)
- 26 км пр: Лыльйок (50)
- 36 км лв: Холодный (12)
- 44 км лв: Тидейок (17)
- 45 км лв: Акиманаэийа (14)
- 52 км лв: Поккруэй (19)
- 60 км пр: Гусиный (11)
- 63 км пр: Адийок (20)
- 72 км пр: Пуйва (44)
- 76 км пр: Сухая (97)
- 96 км пр: Сесъю (19)
- 115 км лв: без названия (22)
- 137 км лв: Чумскйок (16)
- 149 км лв: без названия (10)
- 158 км пр: без названия (12)
- 168 км лв: Тичка (31)
- оз. Кальмозеро: Рова (49)
- оз. Кетькозеро: без названия (20)
- 187 км пр: без названия (42)
- 193 км пр: без названия (10)

Всего в реку впадает 778 рек и ручьев общей протяжённостью 2693 км, а в бассейне реки насчитывается 7221 озеро общей площадью 313 км².